# Charles Romeu
Charles Romeu (Prada (Conflent), 24 d'agost del 1854 - Prada, 5 de març del 1933) va ser del 1887 al 1933 veguer d'Andorra en representació del copríncep francès.

## Biografia
Charles Jean-Baptiste Marie Joseph (de noms de fonts) Romeu era fill de l'advocat i alcalde de Prada Jean-Baptiste Romeu i de Marie-Henriette de Bordas. Feu la carrera de dret i es doctorà a la universitat de Tolosa de Llenguadoc el 1874. Va ser conseller municipal (regidor) de Perpinyà. El 15 de març del 1887 va ser nomenat veguer d'Andorra, i exercí el càrrec durant 47 anys.
Maldà per estendre la influència francesa a, l'aleshores molt retardat, país pirenaic, i se li deu l'arribada del telègraf i del primer servei de correus, així com la construcció de la carretera al Pas de la Casa. Impulsà les escoles franceses, i atorgà beques als millors estudiants. Organitzà la participació andorrana a l'Exposició Universal de París de 1889, on obtingué una medalla de bronze gràcies a una generosa mostra d'objectes d'artesania, productes naturals i gastronòmics, com minerals, esquelles, teixits, vi ranci, que va ser un èxit. Conjuntament amb el veguer episcopal Josep de Riba, va dictar el 7 de maig del 1919 el primer decret que regulava la publicació de periòdics a Andorra.
Visqué a cavall França, on fou conseller de la prefectura i fundà el dispensari departamental d'Higiene social i l'Associació politècnica
 i d'Andorra, on va ser Jutge del Tribunal Superior. Els darrers anys de la seva vida es veieren enterbolits per la desconfiança de l'alta administració francesa que, per mitjà del prefecte François Taviani l'imposà un "veguer adjunt" (sic), Joseph Carbonell, per a controlar o desacreditar en Romeu. En aquest sentit, la identificació de Romeu amb la nació andorrana cada vegada havia estat més gran, i poc abans de morir avisà públicament d'una suposada intenció francesa per transformar el principat en una colònia gal·la. Mort el veguer Romeu, l'adjunt Carbonell fou destituït, i mai més no s'usà la figura del "veguer adjunt".
Charles Romeu es casà amb Eugénie Lafabrègue (Barcelona 1869 - Prada 1896, membre d'una família de banquers pradencs establerta la capital del Principat), amb qui tingué una filla, Cécile, morta a les poques hores de néixer. En enviudar d'Eugénie, s'uní a Suzanne Faurie (1875 - 1943) que, en el traspàs, l'acomiadà amb la fórmula següent:
CHARLES ROMEU
AVOCAT
VIGUIER d'ANDORRE
DE
1884 a 1933
Chevalieur de la Legion d'Honneur
Juge au Tribunal Supèrieur d'ANDORRE
 Conseiller de Préfecture Honoraire
Président du Bureau d'Assistance Judiciaire
Fondateur du Dispensaire Dèpartemental
d'Hygiène Sociale
Fondateur de l'Association Polytéchnique
Homme de bien dans toute l'Acception
du terme
Mort victime du plus méprisable
de ses concitoyens
1854-1933
Tingué una vena literària i, arran d'un viatge, redactà i publicà diversos textos sobre Grècia. També compongué poesies en francès, com Fleurs de neige, distingida als Jocs Florals de Tolosa el 1896, i en català, com La Professo de Sant Galdric. Feu la traducció del català al francès del llibre La vida austera de Pere Coromines. Un renebot, Claude François Rostain, fou veguer d'Andorra els anys 1972 a 1977. Romeu va ser distingit amb el grau de cavaller de la Legió d'Honor francesa el 14 de gener del 1902.

## Obres
- Thèse pour la licence.  Toulouse: Faculté de droit de Toulouse, 1874.[Enllaç no actiu]
- Les mystères d'Eleusis. Association Polytechnique des Pyrénées-Orientales. Conférence publique du dimanche 12 mars 1899.  Perpinyà: Impr. de l'Indépendant, 1899.[Enllaç no actiu]
- Vision sur l'Acropole, sonnet.  Toulouse: E. Privat, 1899.[Enllaç no actiu]
- L' Art grec. Association Polytechnique des Pyrénées-Orientales. Conférence publique du dimanche 11 mars 1900.  Perpinyà: Impr. de l'Indépendant, 1900.[Enllaç no actiu]
- Une excursion à la Troie homérique. Association Polytechnique des Pyrénées-Orientales. Conférence publique du dimanche 17 mars 1901.  Perpinyà: Impr. de l'Indépendant, 1901.[Enllaç no actiu]
- Au Mont Athos: une république de moines. Association Polytechnique des Pyrénées-Orientales. Conférence publique du dimanche 16 mars.  Perpinyà: Impr. de l'Indépendant, 1902.[Enllaç no actiu]
- Traducció: Coromines, Pierre. La Vie austère.  París: Librairie Félix Alcan, 1923.[Enllaç no actiu]